# Clelandina
Clelandina és un gènere extint de gorgonòpids. Fou anomenat per Broom l'any 1948, i conté quatre espècies: C. majora, C. maximus, C. rubidgei i C. scheepersi.